# Intihuatana antarctica
Intihuatana antarctica là một loài nhện trong họ Hahniidae. Chúng được miêu tả năm 1902 bởi Eugène Simon và chỉ được tìm thấy ở Argentina.